# 狂句
狂句（きょうく）とは、近世後期に生まれた日本における定型詩のひとつ。

## 概要
本来、川柳と同じもので、初代川柳没後、四世川柳の代に、川柳風の作品に「俳風狂句」と名づけたのがはじまり。
天保期までは機知にとんだ五七五の句であったが、天保の改革以後、内容的に堕落。五世水谷川柳が「柳風式法」を定めて、表現していい内容や表現してはいけない事項などを定め、表現に箍を嵌めてしまったことから内容的に没落、言葉の表面的面白さを競う娯楽と化してしまった。五世川柳は、「俳風狂句」を「柳風狂句」と改名し、天保の改革の荒波を川柳は乗り切ったが、文芸としては、みるものがなくなった。
明治期まで「川柳」、「川柳風狂句」ないし「川柳狂句」とよばれたのは、川柳という宗匠を頂点とする会員による狂句で、それ以外の雑俳と区別された。
明治になってからも柳風会という全国組織で隆盛を極めたが、明治35年以降、新川柳の改革運動に押され、しだいに縮小、昭和の十三世川柳まで会は続いたが、影響力は全くなくなっていた。